# بيرن نيريغ
بيرن نيريغ (بالألمانية: Bernd Nehrig)‏ (28 سبتمبر 1986 في ألمانيا - ) هو لاعب كرة قدم ألماني في مركز الهجوم. شارك مع منتخب ألمانيا تحت 16 سنة لكرة القدم ومنتخب ألمانيا تحت 17 سنة لكرة القدم ومنتخب ألمانيا لكرة القدم تحت 18 سنة ومنتخب ألمانيا تحت 19 سنة لكرة القدم ومنتخب ألمانيا تحت 20 سنة لكرة القدم ومنتخب ألمانيا تحت 21 سنة لكرة القدم. أما مع النوادي، فقد لعب مع غرويتر فورت ونادي أونترهاخينغ ونادي سانت باولي ونادي شتوتغارت وفي إف بي شتوتغارت الثاني وSpVgg Greuther Fürth II ‏.

## وصلات خارجية
- بيرن نيريغ على موقع قاعدة بيانات كرة القدم.إي يو (الإنجليزية)
- بيرن نيريغ على موقع بيانات كرة القدم. دي إي (الألمانية)
- بيرن نيريغ على موقع Soccerway.com (الإنجليزية)
- بيرن نيريغ على موقع عالم كرة القدم.نت (الإنجليزية)
- بيرن نيريغ على موقع AS.com (الإسبانية)